# Steve Jones (golfista)
Steven Glen Jones (nascido em 27 de dezembro de 1958) é um jogador profissional estadunidense de golfe, vencedor do U.S. Open (1996). Estudou na Universidade do Colorado e se tornou profissional em 1981.